# BLACK FANTASIA
『BLACK FANTASIA』(ブラック・ファンタジア)は、日本のシンガーソングライター鬼束ちひろのアナログレコード。

## 解説
2024年3月にユニバーサルミュージックから発売された4枚組CDボックスセット『UN AMNESIAC GIRL 〜First Code (2000-2003)〜』のDisc 4にあたるスペシャルトラック集をアナログレコードとしてリリース。このアナログ盤のタイトルは鬼束が命名した。
デビューするきっかけとなった1998年のVirgin Tokyo オーディションで「ジュエル」をカバーした貴重な歌唱音源や、2003年6月1日に大阪城ホールで披露したチューリップ「青春の影」のスタジオREC音源など未発表音源に加え、アルバム未収録の2000年から2003年の4年間にリリースした楽曲を全て網羅した内容。
本作の発売日(2024年11月27日)に、サブスクも合わせて解禁された。2024年3月27日、『UN AMNESIAC GIRL 〜First Code (2000-2003)〜』のリリース日に世に出た音源なので、8か月経ってからの解禁となる。なお、BLACK FANTASIAのサブスクでのリリース日も2024年3月27日と明記されている。

## 収録曲

### Side A
1. Who Will Save Your Soul [Live@Virgin Tokyo Audition in 1998] (未発表音源)
2. BACK DOOR
3. Beautiful Fighter
4. LITTLE BEAT RIFLE

### Side B
1. 嵐ヶ丘
2. ダイニングチキン
3. Fly to me
4. Sign

### Side C
1. Ash on this road
2. Castlle・imitation
3. 私とワルツを
4. いい日旅立ち・西へ

### Side D
1. 青春の影 (未発表音源)
2. 守ってあげたい
3. 月光 （from ULTIMATE CRASH ’02 LIVE AT BUDOKAN)
4. Foolish Games [Live@弾き語り] （未発表音源）
5. シャイン